# Bazarella centuretinacula
Bazarella centuretinacula är en tvåvingeart som beskrevs av Wagner 1981. Bazarella centuretinacula ingår i släktet Bazarella och familjen fjärilsmyggor. Inga underarter finns listade i Catalogue of Life.